# Duboki Dol
Duboki Dol je selo u Zadarskoj županiji.

## Upravna organizacija
Upravno pripada općini Gračcu.

## Zemljopisni položaj
Nalazi se na jugoistočno od Gračca.

## Promet
Nalazi se nekoliko kilometara južno od državne ceste D1.

## Stanovništvo
Prema popisu 1991., Duboki Dol je imao 32 stanovnika, a 2001. i 2011. je bilo nenaseljeno.
| broj stanovnika |       |       | 138   | 181   | 237   | 261   | 270   | 279   | 143   | 151   | 124   | 97    | 64    | 32    |       |       |       |
|                 | 1857. | 1869. | 1880. | 1890. | 1900. | 1910. | 1921. | 1931. | 1948. | 1953. | 1961. | 1971. | 1981. | 1991. | 2001. | 2011. | 2021. |

## Poznate osobe
- Marijan Matijević, hrvatski hrvač grčko-rimskim stilom i dobrotvor, najjači čovjek na svijetu svog vremena